# 城南線
城南線（日语：／ Jōnan sen */?），是一條由伊予鐵道營運的鐵道路線，連接愛媛縣松山市的道後溫泉站至西堀端停留場。
而在南町停留場和上一萬停留場間，有轉轍器可駛入連絡線，而城北線的電車也可以駛入城南線，但在現時的路線設定下，並沒有任何班次直接由城北線來回道後溫泉站。
觀光電車「少爺列車」行經大部份城南線的路段，因此成為松山市電最重要的路段。

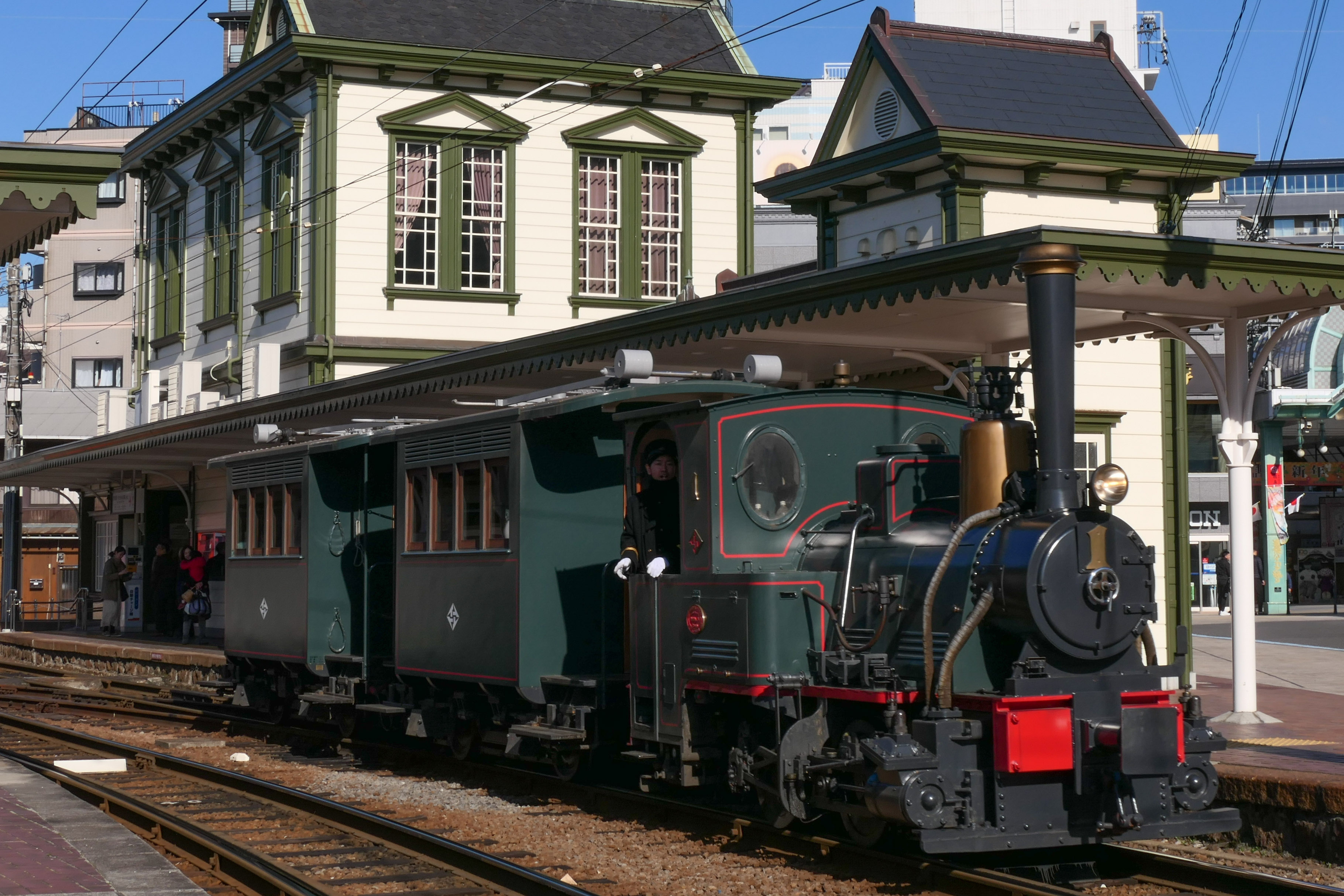
在道後溫泉站停靠的觀光列車「少爺列車」 (2020年1月)

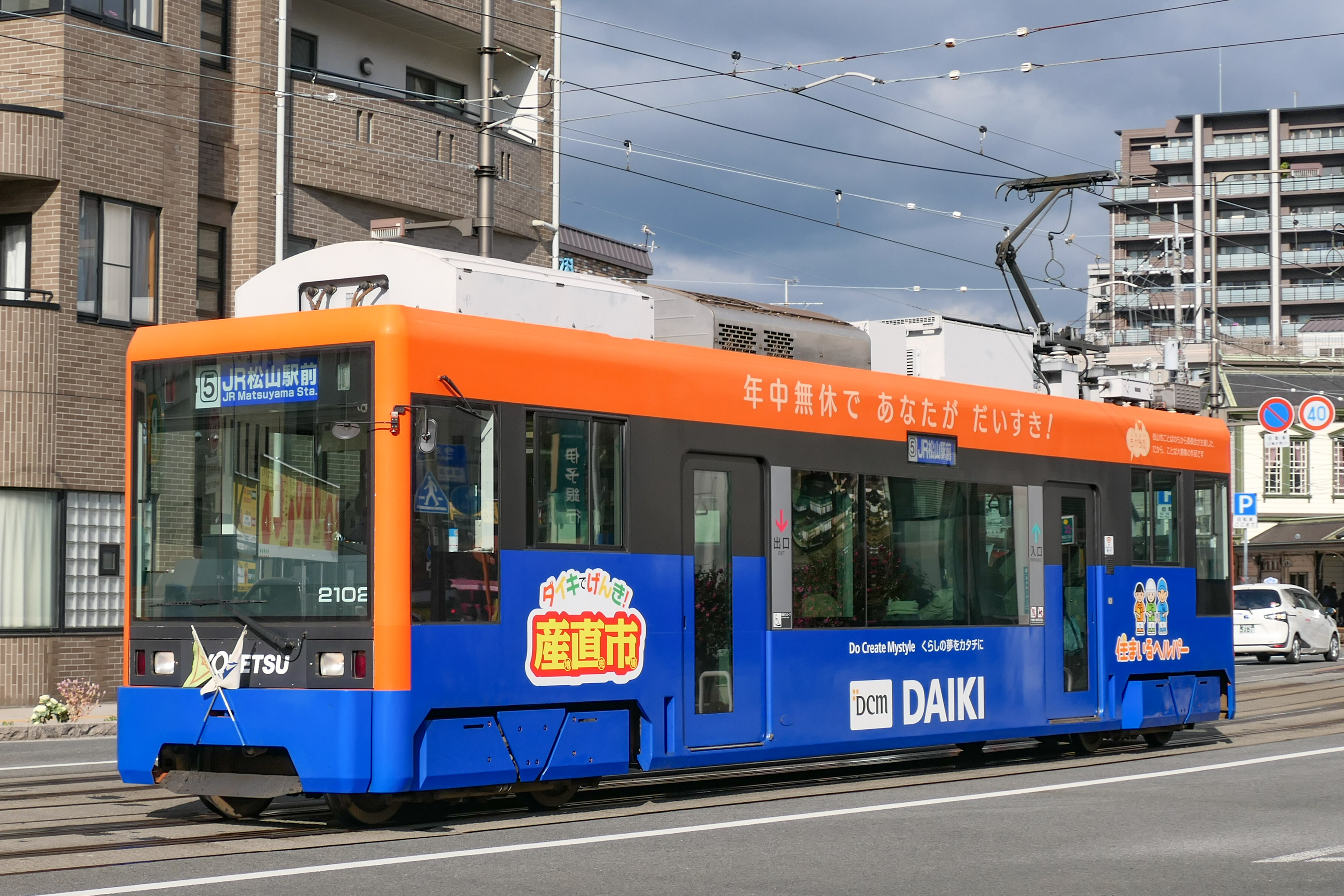
道後溫泉停留場至道後公園停留場間的伊予鐵道Moha 2100型電車 (2021年12月)

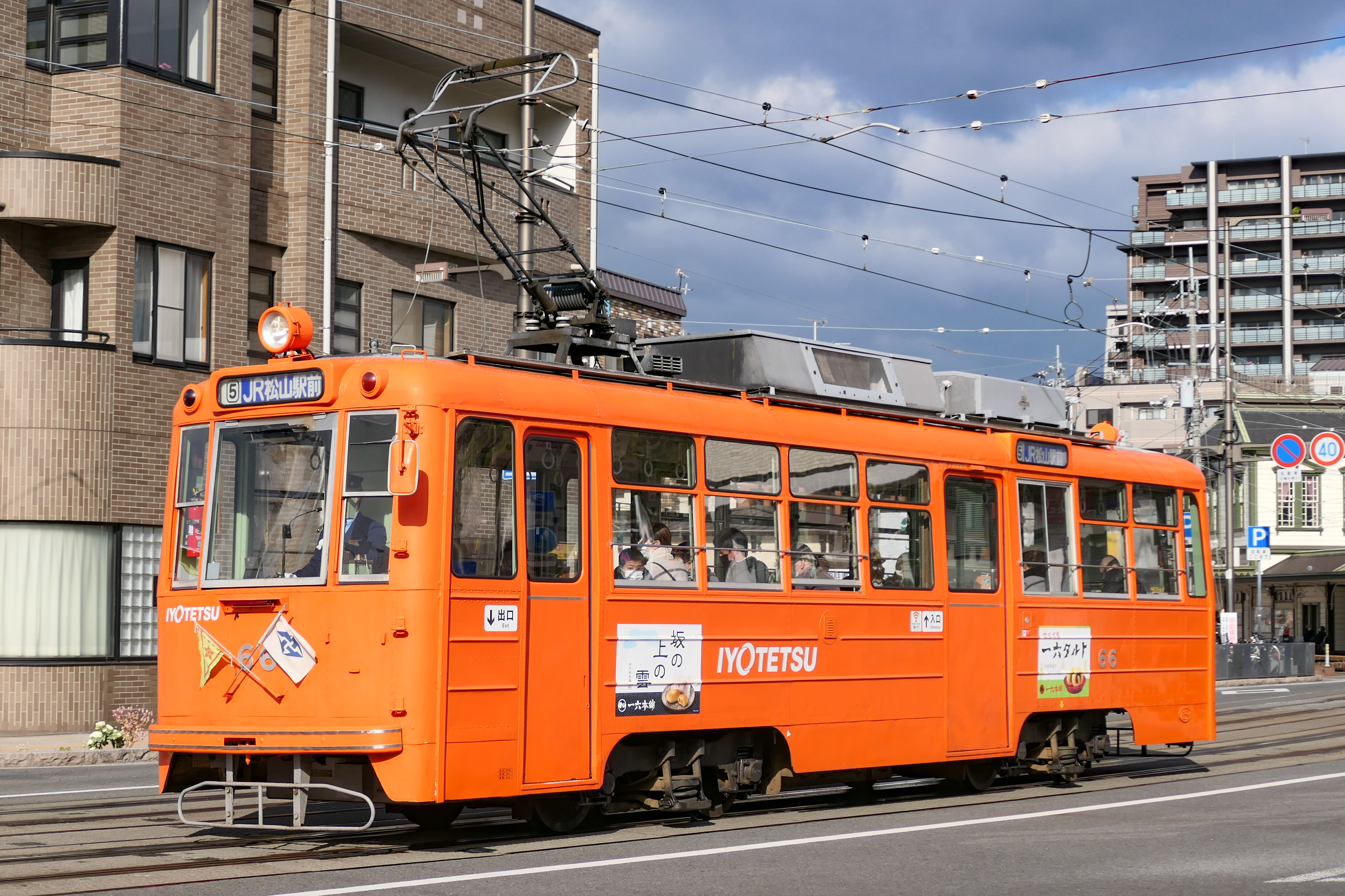
道後溫泉停留場至道後公園停留場間的伊予鐵道Moha 50型電車 (2021年12月)

## 路線資料
- 路線距離（營業距離）：3.5公里
- 軌距：1067毫米
- 停留場數：11個（包括起終點站）
- 複線路段：全線複線
- 電氣化路段：全線電氣化（直流600V）

## 運行系統
- 1 環狀線下行（介乎上一萬站～西堀端站及上一萬站～平和通一丁目站的連接路段
- 2 環狀線上行（介乎西堀端站～上一萬站及接續至平和通一丁目站的連接路段
- 3 市站線（介乎南堀端站～道後溫泉站）
- 5 JR線（全線）

## 歷史
- 1911年：

- 9月1日：松山電氣軌道住吉～本町、札辻～道後（現在的道後溫泉）間開業，採用標準軌。
- 9月19日：松山電氣軌道本町～札辻間開業。

- 1912年2月7日：松山電氣軌道 江口～住吉間開業。
- 1921年4月1日：伊予鐵道與松山電氣軌道合併。
- 1923年6月30日：江口～道後溫泉間的軌間由標準軌改為1067mm窄軌。
- 1926年5月2日：一番町～勝山町複線化；勝山町～道後溫泉間複線化。
- 1927年11月1日：江口～萱町間廢線。
- 1929年4月1日：古町～萱町間開業。
- 1936年5月1日：西堀端～裁判所前（即現在的縣廳前）間複線化。
- 1946年8月19日：古町～萱町～本町～西堀端間休止。
- 1948年7月1日：古町～萱町～本町～西堀端間廢線，替代路線本町線開業。
- 1949年3月5日：縣廳前～一番町間複線化。
- 1969年12月1日 上一萬接駁至城北線及道後溫泉的轉轍器位置更換，同時上一萬～平和通一丁目間接駁路段開業。
- 2015年3月1日：行經本線的電車加設英文到站提示廣播[1]。

## 停留場列表
凡例
除少爺列車以外停靠各停留場
：少爺列車可同時上下車，☆：少爺列車只限下車
所有停留場都位於愛媛縣松山市
| 車站編號 | 中文停留場名 | 日文停留場名 | 英文停留場名 | 營業距離 | 系統  | 系統  | 系統  | 系統  | 系統  | 系統     | 接續路線                 |
| -------- | ------------ | ------------ | ------------ | -------- | ----- | ----- | ----- | ----- | ----- | -------- | ------------------------ |
| 24       | 道後溫泉     |              |              | 0.0      |       |       | 3號線 | 5號線 |       | 少爺列車 |                          |
| 23       | 道後公園     |              |              | 0.3      |       |       | 3號線 | 5號線 |       |          |                          |
| 22       | 南町         |              |              | 0.8      |       |       | 3號線 | 5號線 |       |          |                          |
| 16       | 上一萬       |              |              | 1.2      | 1號線 | 2號線 | 3號線 | 5號線 |       | ☆        | 伊予鐵道：連絡線         |
| 17       | 警察署前     |              |              | 1.5      | 1號線 | 2號線 | 3號線 | 5號線 |       |          |                          |
| 18       | 勝山町       |              |              | 1.8      | 1號線 | 2號線 | 3號線 | 5號線 |       |          |                          |
| 19       | 大街道       |              |              | 2.2      | 1號線 | 2號線 | 3號線 | 5號線 |       | 少爺列車 |                          |
| 20       | 縣廳前       |              |              | 2.6      | 1號線 | 2號線 | 3號線 | 5號線 |       |          |                          |
| 21       | 市役所前     |              |              | 2.8      | 1號線 | 2號線 | 3號線 | 5號線 |       |          |                          |
| 02       | 南堀端       |              |              | 3.1      | 1號線 | 2號線 | 3號線 | 5號線 | 6號線 | ☆        | 伊予鐵道：花園線、本町線 |
| 03       | 西堀端       |              |              | 3.5      | 1號線 | 2號線 |       | 5號線 |       |          | 伊予鐵道：大手町線       |